# Орловское (Ярославская область)
Орло́вское — деревня в Михайловском сельском округе Волжского сельского поселения Рыбинского района Ярославской области . На карте 1941 года деревня названа Орлово.
Небольшая деревня расположена на левом берегу реки Черёмуха, которая имеет на этом участке обрывистые берега высотой около 3 м. Орловское — самая верхняя по течению реки из ряда близко расположенных (на удалении менее 1 км) по левому берегу деревень, Ниже по течению, к северо-востоку стоят деревни Михалёво, Ивановское и Акулинское. Выше по течению, к юго-западу, на расстоянии около 2 км — деревня Коломинское. Через эти деревни по левому берегу Черёмухи проходит просёлочная дорога из Максимовского на Сретенье. На этом участке вдоль левого берега Черёмухи расположены небольшие сельскохозяйственные угодья, далее от реки в западном направлении начинается лес, шириной около 4 км, за которым начинаются поля и деревни Покровского сельского поселения. На противоположном берегу несколько выше по течению — Мологино, через которое проходит автомобильная дорога с регулярным автобусным сообщением .
Деревня Орловская указана на плане Генерального межевания Рыбинского уезда 1792 года,
На 1 января 2007 года в деревне числилось 4 постоянных жителя . Почтовое отделение, расположенное в селе Сретенье, обслуживает в деревне 17 домов .